# Basílica do Cristo Rei (Reiquiavique)

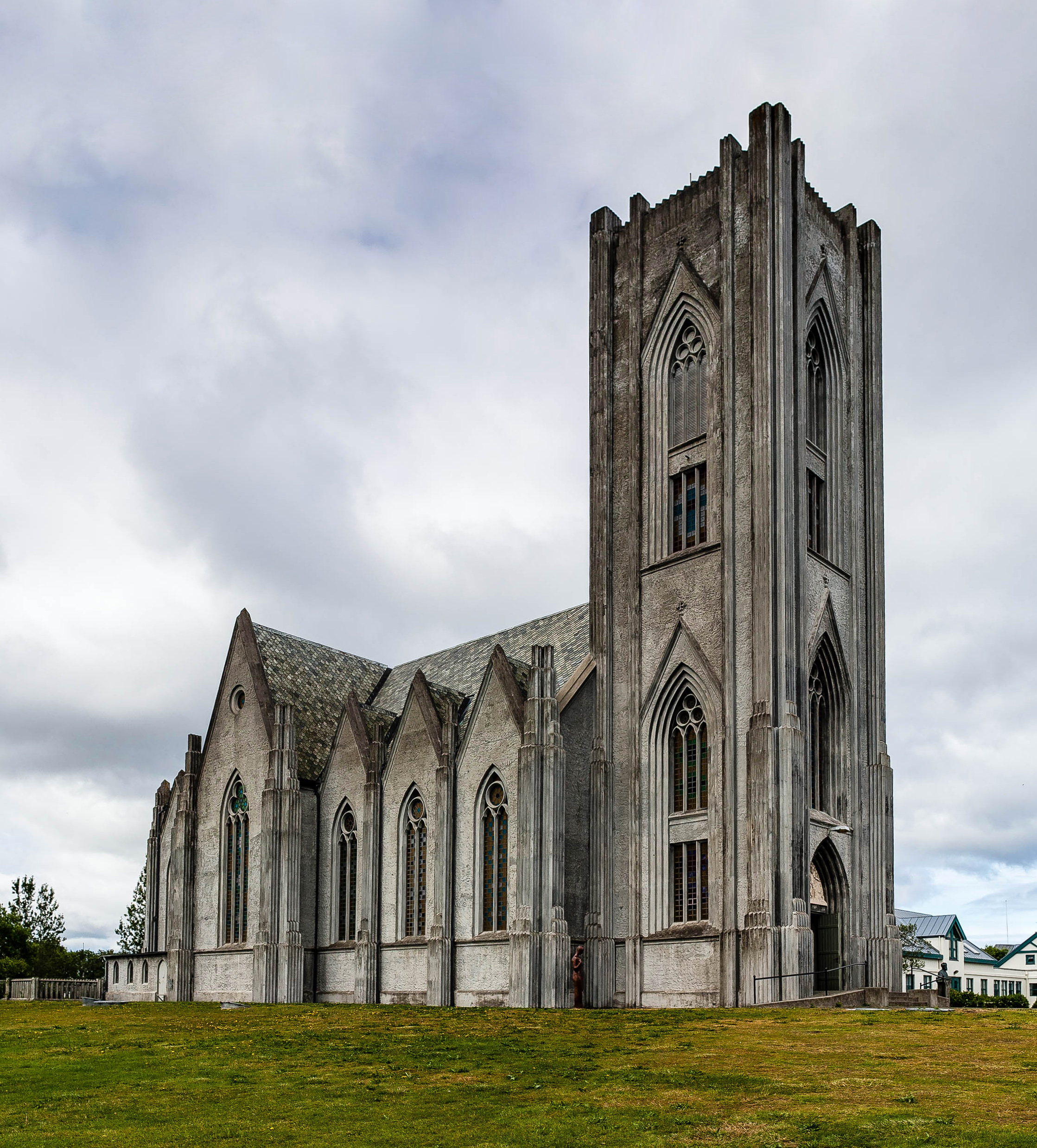
Fachada da basílica

A Igreja de Landakot (em islandês: Landakotskirkja), formalmente chamada Basílica do Cristo Rei (Basilika Krists Konungs), é a catedral da Igreja Católica na Islândia. É muitas vezes referida como Kristskirkja ("Igreja de Cristo"). A Landakotskirkja está localizada na parte ocidental de Reiquiavique, em Landakot. Ela tem uma parte superior distintamente plana, em oposição ao padrão espiral. Seu arquiteto foi Guðjón Samuelsson, que também construiu a famosa Hallgrímskirkja e a Akureyrarkirkja em Akureyri.
Os primeiros padres católicos a chegar na Islândia após a Reforma foram os franceses Bernard Bernard e Jean-Baptiste Baudoin. Eles compraram a fazenda Landakot em RReiquiavique e lá se estabeleceram no início do século 19. Eles construíram uma pequena capela em 1864. Alguns anos mais tarde, uma pequena igreja de madeira foi erguida por Túngata, perto de Landakot. Depois da Primeira Guerra Mundial, os católicos islandeses viram a necessidade de construir uma igreja maior para o crescente número de fiéis. Eles decidiram construir uma igreja em estilo neogótico, confiando essa tarefa ao arquiteto Guðjón Samuelsson. Após anos de construção, a Landakotskirkja foi finalmente santificada no dia 23 de julho de 1929. Era a maior igreja na Islândia na época. A única escola católica da Islândia, a Landakotsskóli, está localizada nas proximidades da mesma propriedade.